# Manidipina
La manidipina, utilizzata prevalentemente nella sua forma cloridrata, è un principio attivo ad azione calcio-antagonista di indicazione specifica contro l'ipertensione (soprattutto con nefropatia) ottenuto dall'ibridazione molecolare tra nitrendipina e cinnarizina.

## Indicazioni
È utilizzato come medicinale in cardiologia contro l'ipertensione arteriosa e alcune forme di angina.

## Controindicazioni
L'uso di questa sostanza non è indicato nei casi di angina instabile, stenosi aortica, shock cardiogeno. Da non utilizzare in caso di gravidanza o allattamento.

## Dosaggi
- Ipertensione, 10 mg al giorno (dose massima 20 mg al giorno)

## Farmacodinamica
I bloccanti dei canali del calcio hanno il ruolo di interferire con il flusso di ioni calcio verso l'interno delle cellule attraverso i canali lenti della membrana plasmatica
I calcioantagonisti hanno un'azione farmacologia predominante in tessuti dove il calcio regola la coppia eccitazione-contrazione, riducendo la contrattilità miocardica e di riflesso il tono vascolare diminuito e l'impulso elettrico che circola nel cuore può essere depresso, tali luoghi in cui i calcioantagonisti rivestono un ruolo importante sono le cellule miocardiche, cellule del sistema di conduzione del cuore e muscolatura liscia vascolare.

## Effetti indesiderati
Alcuni degli effetti indesiderati sono cefalea, dolore addominale, edema, vertigini, nausea, vomito, febbre, aritmie, affaticamento, rash, dispnea, vampate di calore.